# Annulocibicidinae
Annulocibicidinae es una subfamilia de foraminíferos bentónicos de la familia Cibicididae, de la superfamilia Planorbulinoidea, del suborden Rotaliina y del orden Rotaliida. Su rango cronoestratigráfico abarca desde el Berriasiense (Cretácico inferior) hasta la Actualidad.

## Clasificación
Annulocibicidinae incluye a los siguientes géneros:
- Annulocibicides †
- Cyclocibicides
- Cycloloculina †
- Epithemella †
- Planorbulinoides

Otro género considerado en Annulocibicidinae y clasificado actualmente en otra familia es:
- Cibicidella, ahora en la familia Planorbulinidae